# Gran Premi de Villers-Cotterêts
El Gran Premi de Villers-Cotterêts (en francès Grand Prix de Villers-Cotterêts) era una competició ciclista francesa d'un dia que es disputava al voltant de Villers-Cotterêts. La cursa es creà el 1998, i el 2005 s'integrà en el circuit UCI Europa Tour, fins a la seva última edició el 2006.

## Palmarès
| Any  | Vencedor              | Segon                 | Tercer            |
| ---- | --------------------- | --------------------- | ----------------- |
| 1998 | Jaan Kirsipuu         | Viatcheslav Djavanian | Berry Hoedemakers |
| 1999 | Cyril Saugrain        | Jakob Piil            | Ludovic Capelle   |
| 2000 | Damien Nazon          | Wim Omloop            | Wim Vansevenant   |
| 2001 | Laurent Brochard      | Stuart O'Grady        | Pascal Chanteur   |
| 2002 | Laurent Lefèvre       | Nicolas Vogondy       | Kurt-Asle Arvesen |
| 2003 | Julian Winn           | Emmanuel Magnien      | Jimmy Casper      |
| 2004 | Stuart O'Grady        | Geert Omloop          | Baden Cooke       |
| 2005 | Bradley McGee         | Samuel Plouhinec      | John Gadret       |
| 2006 | Emilien-Benoît Bergès | Dmitriy Muravyev      | Jonas Ljungblad   |